# フリート横田
フリート横田（ふりーと　よこた、1979年‐）は日本の文筆家、ノンフィクション作家。

## 略歴
出版社退職後、タウン誌の編集長等を経て、新聞、雑誌などにルポやエッセイを寄稿。戦後、昭和中期ごろの歓楽街を取り上げたもの、終戦後の闇市や庶民生活をフィールドワークを行って執筆する作風。テレビや、ラジオへも出演。路地徘徊家と自称している。

## 著書
- 「東京ノスタルジック百景」（世界文化社）
- 「東京ヤミ市酒場」（京阪神エルマガジン社）
- 「昭和トワイライト百景」（世界文化社）
- 「横丁の戦後史」（中央公論新社）
- 「盛り場で生きる 歓楽街の生存者たち」（毎日新聞出版）

## ウェブメディア掲載
- 路上にゴロゴロ転がる死体、焼け焦げた人間の臭い…死者10万人の「東京大空襲」被災者（85）が語る“地獄の記憶” 文春オンライン
- アメリカ軍の車を「焼き討ち」…「コザ騒動」を起こした「普段みかけない人々」と、沖縄の人の「複雑な想い」 現代ビジネス
- 文筆家・フリート横田が、古老の話や回想録、手記をもとに紐解いてきた昭和の街、人、記憶、そして思い……。街角の“記録されない戦後史”を綴る不定期連載。」 さんたつ　by　散歩の達人
- 消えゆく昭和「百景」がトレンド化する功罪とは フリート横田×都築響一×渡辺豪 特別鼎談 BLOGOS
- ｢有楽町高架下センター商店会｣で見た景色　暗がりに残る､盛り場の熱   東洋経済オンライン
- 飲み屋客は知らない…新宿・思い出横丁が直面している「３つの苦悩」   現代ビジネス
- インタビュー　文筆家・フリート横田さん　横町の店に戦後の匂い 毎日新聞